# 5-氨基间苯二甲酸
5-氨基间苯二甲酸是一种芳基羧酸类有机化合物，化学式为C8H7NO4。它可由5-硝基间苯二甲酸催化氢化还原制得。
它和亚硝酸、叠氮化钠反应，可以得到5-叠氮间苯二甲酸。